# Lambdopsalidae
Lambdopsalidae is een familie van uitgestorven zoogdieren uit de Multituberculata. De dieren uit deze familie waren waarschijnlijk herbivoor en leefden tijdens het Paleoceen in Azië.
Fossielen van multituberculaten uit de Lambdopsalidae zijn gevonden in Mongolië en de Volksrepubliek China. Naamgever van de familie is Lambdopsalis uit het Laat-Paleoceen. 
Verwant aan de Lambdopsalidae is de Taeniolabididae, hun Noord-Amerikaanse equivalenten.